# 第一代韋維爾伯爵阿奇博爾德·韋維爾
阿奇博尔德·珀西瓦尔·韦维尔，第一代韦维尔伯爵（Archibald Percival Wavell, 1st Earl Wavell，1883年5月5日—1950年5月24日）GCB, GCSI, GCIE, CMG,  MC, PC 英国陆军元帅，二战中任中东英军司令部总司令。曾於第一次世界大戰中被打瞎左眼。在非洲用5萬的英軍大破意大利軍隊15萬，俘虜13萬兵而出名。後來邱吉爾插手指揮而敗於隆美爾，後轉任東南亞戰區最高司令，但軍備不足而敗於日本的寺內壽一部。1943年8月，韦维尔被調職，改以蒙巴頓為東南亞戰區最高司令至終戰。

## 生平
韦维尔生在英国科尔切斯特的军人世家，其祖父和父亲都是将军。1900年考入英国桑赫斯特皇家军事学院，次年5月毕业，赴南非服役，参加英布战争。
1939年7月前往埃及，出任中东英军司令部总司令，晋升为临时上将，与中东皇家海军总司令安德鲁·坎宁安和中东皇家空军总司令阿瑟·朗莫尔一起彻底击溃由格拉齐亚尼元帅指挥的意大利军队。1940年10月1日晋升为上将，1941年7月，成为巴斯最高级勋位爵士的韦维尔调任印度英军总司令。1943年晋升为陆军元帅，6月19日出任印度总督。同年亦冊封為昔兰尼加的韦维尔子爵等头衔，1945年，出任阿伯丁大学名誉校长。

大英帝國陸軍元帥，中為阿奇博尔德，左為蒙哥馬利。

1950年5月24日，韦维尔在伦敦去世。

## 獲得榮譽

### 英國
- 軍功十字勳章 – 1915年6月3日[1]
- 3次戰報通令嘉獎（英语：Mention in Despatches） – 1915年6月22日, 1917年1月4日, 1919年1月22日[2]
- 聖米迦勒及聖喬治勳章 (CMG) – 1919年1月1日[3]
- 巴斯勳章 (GCB) – 1941年3月4日[4] (KCB: 1939年1月2日;[5] CB: 1935年1月1日[6])
- 印度之星勳章（英语：Knight Grand Commander of the Order of the Star of India） (GCSI) – 1943年9月18日[7]
- 印度帝國勳章 (GCIE) – 1943年9月18日[7]
- 聖約翰勳章 – 1944年1月4日[8]

### 海外
- 俄羅斯第三級配劍聖斯坦尼斯勞斯勳章（英语：Order of Saint Stanislaus） (1916年9月12日)[9]
- 俄羅斯聖弗拉基米爾動章（英语：Order of St. Vladimir）1917年[2]
- 法國英勇十字勳章 – 1920年5月4日[10]
- 法國法國榮譽軍團勳章 – 1920年5月7日[11]
- 漢志二級納赫達勳章(Order of El Nahda, 2nd Class) – 1920年9月30日[12]
- 希臘喬治一世勳章 – 1941年5月9日[13]
- 波蘭Virtuti Militari, 5th Class – 1941年9月23日[14]
- 戰功十字勳章 – 1942年4月10日[15]
- Commander, Order of the Seal of Solomon (Ethiopia) – 1942年5月5日[16]
- Grand Cross, Order of Orange-Nassau (Netherlands) – 1943年1月15日[17]
- War Cross (Czechoslovakia) – 1943年7月23日[18]
- 美國Legion of Merit degree of Chief Commander – 1948年7月23日[19]